# Jan Doležal (lekkoatleta)
Jan Doležal (ur. 6 czerwca 1996) – czeski lekkoatleta specjalizujący się w wielobojach.
W 2013 został brązowym medalistą mistrzostw świata juniorów młodszych w ośmioboju. Mistrz Europy juniorów z Eskilstuny (2015).

## Osiągnięcia
| Rok  | Impreza                                            | Miejsce       | Konkurencja   | Lokata      | Wynik     |
| ---- | -------------------------------------------------- | ------------- | ------------- | ----------- | --------- |
| 2013 | Mistrzostwa świata juniorów młodszych              | Donieck       | ośmiobój      | 3. miejsce  | 6222 pkt. |
| 2014 | Mistrzostwa świata juniorów                        | Eugene        | dziesięciobój | 16. miejsce | 7309 pkt. |
| 2015 | Mistrzostwa Europy juniorów                        | Eskilstuna    | dziesięciobój | 1. miejsce  | 7929 pkt. |
| 2018 | Halowe mistrzostwa świata                          | Birmingham    | siedmiobój    | 9. miejsce  | 5775 pkt. |
| 2018 | Mistrzostwa Europy                                 | Berlin        | dziesięciobój | 8. miejsce  | 8067 pkt. |
| 2019 | I liga drużynowych mistrzostw Europy w wielobojach | Ribeira Brava | dziesięciobój | 2. miejsce  | 8083 pkt. |

## Rekordy życiowe
- dziesięciobój – 8142 pkt. (2019)
- siedmiobój – 6021 pkt. (2018)